# Risa Shimizu
Risa Shimizu (清水 梨紗 Shimizu Risa?,  Hyogo; 15 de junio de 1996) es una futbolista japonesa. Juega como defensa y su equipo actual es el Manchester City de la FA Women's Super League de Inglaterra.
Shimizu es internacional absoluta con la selección femenina de fútbol de Japón desde 2018. Shimizu fue elegida para integrar la selección nacional de Japón para los Copa Asiática femenina de la AFC de 2018 y Fútbol en los Juegos Asiáticos de 2018.

## Trayectoria
En el 2013 fue ascendida al primer equipo del Nippon TV Beleza.

## Selección nacional
En el 2012, Shimizu fue parte del plantel de la selección de Japón sub-17 que jugó la Copa Mundial Femenina de Fútbol Sub-17 de 2012 en Azerbaiyán.
En el 2017 fue convocada por la selección de Japón para jugar la Copa de Algarve 2018. Debutó en ese torneo con la absoluta el 28 de febrero frente a Países Bajos. Además jugó la Copa Asiática femenina de la AFC de 2018 en Jordania, copa que Japón ganó.
En 2019 fue nominada por la entrenadora Asako Takakura para formar parte del plantel que jugara la Copa Mundial Femenina de Fútbol de 2019 en Francia.

## Clubes
| Club             | País       | Año         |
| ---------------- | ---------- | ----------- |
| Nippon TV Beleza | Japón      | 2013 - 2022 |
| West Ham United  | Inglaterra | 2022 - 2024 |
| Manchester City  | Inglaterra | 2024 -      |

## Estadísticas

### Selección nacional
| Selección femenina de fútbol de Japón | Selección femenina de fútbol de Japón | Selección femenina de fútbol de Japón |
| Año                                   | Partidos                              | Goles                                 |
| ------------------------------------- | ------------------------------------- | ------------------------------------- |
| 2018                                  | 19                                    | 0                                     |
| Total                                 | 9                                     | 0                                     |